# Lucia Borgonzoni
Lucia Borgonzoni (Bologna, 18 settembre 1976) è una politica italiana, dal 23 marzo 2018 senatrice della Repubblica per la Lega per Salvini Premier e dal 1º marzo 2021 sottosegretaria di Stato al Ministero della cultura nei governi Draghi e Meloni.
Dal 2018 al 2019 ha ricoperto l'incarico di sottosegretaria di Stato al Ministero per i beni e le attività culturali e per il turismo nel governo Conte I.

## Biografia
È figlia dell'architetto Giambattista Borgonzoni e di Nadia Marchionneschi; suo nonno paterno era il pittore Aldo Borgonzoni. Frequenta l'istituto tecnico aeronautico e in seguito si diploma in Arti figurative all'Accademia delle Belle Arti di Bologna con una tesi in Fenomenologia degli stili.
Ha esposto sue opere d'arte in diverse mostre in Italia e ha lavorato come designer di interni. In gioventù ha frequentato centri sociali e fra questi ha lavorato come barista presso il LINK di Bologna.

## Attività politica

### Gli inizi nella Lega Nord
Si avvicina alla Lega Nord durante gli studi superiori, tesserandosi nel 1992, all'età di 16 anni, e guidando poi il movimento dei Giovani Padani. Alle elezioni provinciali del 2009 viene eletta consigliere all'interno della coalizione di centro-destra, per poi dimettersi a seguito della sua elezione a consigliere comunale di Bologna alle consultazioni del 2011, divenendo capogruppo della Lega al consiglio comunale.
Nel novembre 2014, in occasione di un sopralluogo al campo nomadi di via Erbosa a Bologna durante la campagna elettorale di Alan Fabbri per le elezioni regionali di quell'anno, venne schiaffeggiata da una giovane di etnia sinti, che in seguito viene condannata in primo grado a 20 giorni di reclusione nel 2019.

### Candidatura a sindaco di Bologna
In vista delle elezioni amministrative del 2016 si candida a sindaco di Bologna, sostenuta da una coalizione di centro-destra formata da Lega Nord, Forza Italia, Fratelli d'Italia e le liste civiche "Uniti si Vince" e "Riprendiamoci Bologna", con un programma elettorale incentrato sulla sicurezza e sulla "priorità ai bolognesi", ottenendo il 22,28% dei voti al primo turno e accedendo al ballottaggio con il sindaco uscente di centro-sinistra Virginio Merola. Al ballottaggio del 19 giugno Borgonzoni viene sconfitta, ottenendo il 45,36% dei voti contro il 54,64% di Merola. Viene comunque rieletta consigliere comunale in quanto candidata sindaco non eletto, divenendo presidente della Commissione consiliare Affari Istituzionali e ricoprendo l'incarico fino a giugno 2018.

### Elezione a senatrice e Sottosegretario alla Cultura
Alle elezioni politiche del 2018 viene candidata al Senato della Repubblica, tra le liste della Lega - Salvini premier nel collegio plurinominale Emilia-Romagna - 01, risultando eletta senatrice. Nella XVIII legislatura della Repubblica è stata vice-capogruppo del gruppo parlamentare della "Lega - Salvini Premier-PSd'Az al Senato (2018), componente della 12ª Commissione Igiene e sanità (2018) e della 7ª Commissione Cultura e patrimonio culturale, istruzione pubblica (2018-2022).
In seguito alla nascita del primo governo Conte sull'accordo tra la Lega e il Movimento 5 Stelle, il 13 giugno 2018 viene nominato dal Consiglio dei ministri sottosegretario di Stato al Ministero per i beni e le attività culturali e per il turismo, affiancando il ministro pentastellato Alberto Bonisoli, ottenendo la delega al cinema, e rimanendo in carica fino alla fine del governo il 5 settembre 2019.
Con la nascita del governo presieduto da Mario Draghi, il 25 febbraio 2021 viene indicata dal Consiglio dei Ministri come sottosegretario al Ministero della cultura, entrando in carica dal 1º marzo.

#### Candidatura alla presidenza della Regione Emilia-Romagna
Ad ottobre 2019 annuncia la sua candidatura alla presidenza della Regione Emilia-Romagna per le elezioni regionali del 2020, già ufficializzata dal segretario della Lega Matteo Salvini ad agosto, sostenuta dalla coalizione di centro-destra composta, oltre dalla Lega, da: Fratelli d'Italia, Forza Italia, Cambiamo! di Giovanni Toti assieme a Il Popolo della Famiglia di Mario Adinolfi, alcuni partiti minori e liste civiche associatesi per le elezioni.
Alla tornata elettorale Borgonzoni viene sconfitta dal presidente uscente Stefano Bonaccini (coalizione di centro-sinistra), raccogliendo il 43,63% dei voti contro il 51,42% di Bonaccini, che viene pertanto riconfermato. A marzo 2020 smentisce un proposito enunciato in campagna elettorale durante Cartabianca, formalizzando la rinuncia al seggio nell'Assemblea legislativa dell'Emilia-Romagna a cui subentra Marco Mastacchi (lista Borgonzoni Presidente), preferendo rimanere in carica come senatrice.

### Rielezione al Senato e conferma a Sottosegretaria
Alle elezioni politiche anticipate del 2022 viene ricandidata al Senato, come capolista della Lega nel collegio plurinominale Emilia-Romagna - 02, venendo rieletta a Palazzo Madama.
Con la vittoria della coalizione di centro-destra alle politiche del 2022 e la seguente nascita del governo presieduto da Giorgia Meloni, il 31 ottobre 2022 viene confermata dal Consiglio dei Ministri come sottosegretario alla Cultura nel governo Meloni, entrando in carica dal 2 novembre seguente e affiancando il ministro Gennaro Sangiuliano prima e Alessandro Giuli poi.